# Federal Register
Federal Register (Федеральный реестр, сокращенно FR или Fed. Reg.) — официальный журнал Федерального правительства США, который содержит принятые государственными учреждениями предлагаемые правила и общественные сообщения. Выходит ежедневно, кроме федеральных праздников. Окончательные правила, обнародованные в федеральном агентстве и опубликованы в Federal Register, в дальнейшем реорганизуются по темам или предметами и кодифицируются в Кодексе федеральных правил (CFR), который ежегодно обновляется.
Federal Register не применяет ограничения авторского права, поэтому все опубликованные в нём материалы находятся в общественном достоянии.
Публикуется Office of the Federal Register из состава Национального управления архивов и документации США (NARA).